# アクアマリン (フィギュアメーカー)
株式会社アクアマリンは、かつてフィギュア・玩具などの企画・製造・販売を行っていた日本の企業。

## 概要
フィギュア製作を行っていた同人サークルのメンバーにより2011年10月に東京都板橋区で設立。新興業者でありながらも、設立時から一定の顧客層を持って営業を開始し、高品質のフィギュア製造を強みとしており、フィギュアやアニメグッズを取り扱う問屋や小売店など約30社に販路を構築し、「コミックマーケット」「ワンダーフェスティバル」へ出展するなどして認知度を高めていった。
「アイドルマスター」シリーズ、「Fate/kaleid liner プリズマ☆イリヤ」シリーズ、「ULTRAMAN」、「東方Project」、「艦隊これくしょん」などのフィギュアを中心に、缶バッジ、チャーム、キーホルダー、マイクロファイバータオルなどのグッズ類の企画・販売を行っていた。
企画・開発は日本国内で行い、製造は日本国内の製造業者や中国の協力工場へ委託していた。アクアマリン製品は、東京商工会議所板橋支部が認定する「板橋ファインワークス」に選ばれるなど、造形技術や企画力には定評があった。
同業他社との競争の中でも、得意先からの受注は確保した。2016年9月期の売上は約3億9000万円であったが、2017年9月期からはプラモデルや高価格帯の胸像など大人向けのグッズの製造販売を開始するなどして業容の拡大を図っていき、同期には約5億700万円の売り上げがあった。フィギュアの製造は、企画から金型製作、製造、販売まで半年～2年を要するため、資金調達が必要となった。アクアマリンの借入金も、2019年9月期には4億6700万円にまで増加するなど財務状況が悪化した他、高品質を追求したあまりに販売のタイミングを逃したり、原材料価格の高騰分を販売価格に転嫁していないなど、製造工程の緻密な管理や原価管理に対しても問題面が浮き彫りとなっていた。2019年9月期に9500万円の赤字を計上したと同時に債務超過へ転落した。2019年11月頃からは、金融機関に対する返済もストップする事態となっていた。同時期には3Dプリンターを導入したり、フィギュアの他にもプラモデルやカプセルトイ向け商材などを強化して経営の立て直しを図ろうとした。
2020年に発生した新型コロナウイルスにより、中国の協力工場が操業を停止したのに伴い、納期の遅延が発生した他、イベント中止が相次いだことで業績が悪化。新型コロナウイルス関連の緊急融資を受けたり、取引先への事業譲渡を模索していたが、いずれも奏功しなかった。このためアクアマリンは、一部製品の受注期間の延長や発売延期を発表した他、オンラインショップも2020年7月22日から8月3日までメンテナンスを理由に休止する処置を取った。
アクアマリンはオンラインショップの再開予定日であった2020年8月3日に東京地方裁判所へ破産を申請。翌8月4日に東京地方裁判所から破産手続開始決定を受けた。負債総額は約4億6490万円。帝国データバンクによれば、東京都に本社を置く企業で、新型コロナウイルス関連の倒産は100件目となるという。
関連会社である株式会社イージーエイト(元代表取締役山口祐輔)と株式会社プログレスも、2020年8月11日に東京地方裁判所から破産手続開始決定を受けた。
イージーエイトは2021年3月31日に、プログレスは同年4月12日に、アクアマリンは同年4月26日にそれぞれ法人格が消滅した。

## 破産による影響
帝国データバンクと東京商工リサーチが2020年8月6日に破産手続開始決定を伝えた直後から、各方面への影響が相次いでいる。
- 「銀河英雄伝説」の原作者である田中芳樹とアニメ版の制作を担当している松竹とプロダクション・アイジーの3者は、同年8月6日に、アクアマリンが発売を予定していた関連商品の発売中止を決定した[11]。
- アクアマリンと業務提携していたWonderful Worksは、同年8月6日に、Wonderful Worksが発売する商品の発売を予定通り行うことを決定した。発売済の商品に関しても、グッドスマイルカンパニーと協力してサポートするという[12]。
- アクアマリンが破産手続開始時点で企画・開発・発売を行う予定であった製品の一部は、破産管財人からグッドスマイルカンパニーへ各権利が譲渡された。グッドスマイルカンパニーが権利を譲受する製品の発売時期は予定より大幅にずれ込む予定である。グッドスマイルカンパニーへ譲渡されなかった製品は、発売中止となった。
  - 2020年10月21日と10月28日に、グッドスマイルカンパニーがアクアマリンとイージーエイトから受託して発売する予定であった「宝多六花 水着style」などの一部製品の開発・発売をグッドスマイルカンパニー自身がが開発・発売を行うことを発表した[13][14]。
  - 2020年年11月25日にはアクアマリンが直接開発・発売を行う予定であった「Fate/kaleid liner ムーンキャンサー/BB（第二再臨）」を、グッドスマイルカンパニーが直接開発・販売を行うことを発表した[15]。
  - 2021年2月5日に、アクアマリンが発売・販売元となっていた「アイドルマスター シャイニーカラーズ」関連グッズの開発をグッドスマイルカンパニーが直接開発を行う事を発表した。販売方法は未定としている[16]。
  - 2021年3月8日に、アクアマリンが製品化決定を告知していた「初音ミク GTプロジェクト レーシングミク 2019（仮）」などの一部製品を、グッドスマイルカンパニーが「初音ミク GT プロジェクト レーシングミク 2019タイVer.」などに製品名を変更した上で直接開発・販売を行うことを発表した。これらの製品は製品名の後に[AQ]が付けられる[17]。

## 経営破綻時点で開発していた主な製品
- グッドスマイルカンパニーへ開発権が譲渡された製品
  - アクアマリン開発
    - 千夜 悪魔style
    - 宝多六花 水着style
    - 新条アカネ 水着style
    - 博麗霊夢 唖采弦二Ver.
    - ねんどろいど ULTRAMAN SUIT
    - 博麗霊夢 唖采弦二Ver.
    - アイドルマスター シャイニーカラーズ関連グッズ

  - イージーエイト開発
    - アスナ Starry night
- グッドスマイルカンパニーへ開発権・発売権が譲渡された製品
  - ムーンキャンサー/BB（第二再臨）
  - 初音ミク GT プロジェクト レーシングミク 2019タイVer.[AQ]

など
- アクアマリンが開発を行い、グッドスマイルカンパニーが発売を行う予定であった製品
  - DEAD OR ALIVE 6　NiCO 藤ちょこVer.
- 発売中止となった製品
  - HCK-03 銀河帝国戦艦 ブリュンヒルト